# Звёзды как пыль
«Звёзды как пыль» (англ. The Stars, Like Dust) — роман Айзека Азимова, вышедший в 1951 году. Относится к циклу о Галактической империи, куда также входят книги «Космические течения» и «Камешек в небе».

## Создание
Книга вышла в 1951 году. Первоначальным названием должен был стать «Тиран» (англ. Tyrann), но первое издание в мягкой обложке было изменено на «Мятежные звёзды» (англ. The Rebellious Stars). Сам Айзек Азимов называл книгу «нелюбимым романом». Появление в сюжете Конституции США он в автобиографии связывал с редактором журнала «Galaxy» Хорасом Голдом, который приписывал этому документу большую власть. С редактором, настоявшим на изменении сюжета, Азимов позже поссорился. Несмотря на это, эта часть сюжета из романа позже не удалялась.

## Сюжет
Сын влиятельного планетарного правителя лорда Ранчера Вайдемоса Байрон Фаррил заканчивает обучение в местном университете на планете Земля. Его посещает Сандер Джонти, рассказывающий об убийстве его отца тиранитами и возможной угрозе самому Фаррилу, советуя направиться на Родию. Хотя этот мир и покорён тиранитами, но одновременно является самым сильным из контролируемых ими. Там Байрон знакомится со слухами о планете, где тайно готовится восстание против тиранитов.
Покинув Родию вместе с дочерью правителя Артемизией Хинриадой и её двоюродным дядей Джилбертом, являющимся будущим наследником, он направляется к союзному миру тиранитов Лингейну, чьим правителем (Автархом) и оказывается Сандер. С ним и его последователями отряд путешествует к сердцу туманности Конская голова, где, по их предположениям, и должен находиться мятежный мир. Параллельно их передвижения отслеживает корабль тиранитов с наместником Аратапом и правителем Родии.
Прибыв в указанное место, экспедиция не находит каких-либо признаков жизни, тем не менее Сандер и Байрон высаживаются на планете для установки радиопередатчика. Там Джонти сообщает, что являлся истинным заказчиком убийства Вайдемоса, ибо боялся роста его влияния, а также организатором покушений на Фаррила. В дальнейшей схватке Байрону помогает секретарь автарха, вскоре после которой прибывает тиранитский корабль. Они требуют предоставить координаты мира, которые им даёт Джонти, после чего его убивает разозлённый секретарь.
Во время допроса Фаррила Джилберту удаётся бежать в машинный зал корабля и замкнуть гиператомный двигатель, из-за чего после пространственного скачка корабль погибнет вместе с координатами планеты повстанцев. Фаррилу удаётся предупредить наместника и спасти судно, но Джилберт умирает от полученных ран.
Прибыв в указанную автархом планетарную систему, экипаж обнаруживает в ней единственную планету — белого карлика, следовательно, никакого мятежного мира никогда и не существовало. Заложники освобождены, Байрон уже не сможет стать правителем и ему разрешают жениться на Артемизии.
В итоге выясняется, что правитель Родии все годы своего правления тайно готовил будущее восстание, ради которого ему приходилось выступать верным союзником тиранитов. А чтобы новое государство (которым скорее всего станет Трантор) не стало копией прежних деспотий, правитель планирует предоставить будущую власть самому народу с помощью древнего документа, которым оказывается Конституция США.

## Вселенная романа
Галактика насчитывает 200 миллиардов звёзд и 500 миллиардов планет. Люди, обогнув Туманность Конской Головы, заселили планеты Арктура за 200 лет до описываемых событий. Родия — это 1098-я заселённая людьми планета.

## Техника
Персонажи произведения используют для общения «визиофон», который снабжён экраном, клавишами и лампочками. Здания возводятся из бетона, а к прошлым событиям относится атомная война. В качестве оружия используются бластеры. Люди путешествуют по космосу на космических кораблях, используя прыжок в гиперпространство, которое позволяет преодолевать сотни световых лет в одну секунду.

## Отзывы
Обозреватель журнала «Galaxy Science Fiction» Грофф Конклин назвал роман «первоклассной частью творческого повествования.» В Astounding Science Fiction Вилльерс Герсон также назвал книгу успешной, несмотря на наличие „одномерных“ персонажей, из-за способности писателя к изложению истории.» The New York Times охарактеризовал произведение как «возбуждающую приключенческую историю о далёком будущем.»
Обозреватель Джейн Фоулер отмечала, что сюжетных ход с повторным открытием Конституции США хотя и является кульминационным в романе, в дальнейших книгах цикла совершенно не упоминается.